# 東西湖区
東西湖区（とうざいこ-く）は中華人民共和国湖北省武漢市に位置する市轄区。

## 行政区画
- 街道:呉家山街道、柏泉街道、将軍路街道、慈恵街道、走馬嶺街道、径河街道、長青街道、辛安渡街道、東山街道、常青花園新区街道、新溝鎮街道、金銀湖街道

## 交通
- 武漢地下鉄・1号線

## 健康・医療・衛生
- 東西湖区人民医院
- 武漢市東西湖区人民医院
- 武漢太康医院